# Glyphosoma
Glyphosoma is een kevergeslacht uit de familie van de boktorren (Cerambycidae). De wetenschappelijke naam van het geslacht werd voor het eerst geldig gepubliceerd in 1973 door Quentin & Villiers.

## Soorten
Glyphosoma is monotypisch en omvat slechts de volgende soort:
- Glyphosoma cariosum (Fairmaire, 1901)